# قناع الفوضى
قناع الفوضى The Masque of Anarchy هي قصيدة سياسية بريطانية كتبها بيرسي بيش شيلي عام 1819 بعد مذبحة بيترلو في ذلك العام. ويدعو فيها إلى الحرية، وربما يكون هذا أول بيان حديث لمبدأ المقاومة السلمية.
لم تُنشر القصيدة خلال حياة شيلي ولم تظهر مطبوعة حتى عام 1832عندما نشرها إدوارد موكسون في لندن بمقدمة كتبها لي هانت.  وقد أرسل شيلي المخطوطة عام 1819 للنشر في مجلة ذا إغزامينار The Examiner. ومنع هانت نشرها لأنه "اعتقد أن الجمهور بشكل عام لم يصبح على دراية كافية لإنصاف صدق وطيبة الروح التي سارت في ثوب الشعر المشتعل هذا". والعبارة المكتوبة على غلاف الطبعة الأولى مأخوذة من كتاب شيلي "ثورة الإسلام" (1818): "الأمل قوي، والعدالة والحقيقة قد وجدها طفلهم المجنح".

## ملخص
يبدأ شيلي قصيدته (التي كتبها بمناسبة مذبحة بيترلو التي وقعت في مانشستر عام 1819) بتصوير أشكال السلطة الظالمة في عصره "الله والملك والقانون" - ثم يتخيل تحرك شعبي جديد يغير الواقع بشكل جذري: "ليكن جمهور عظيم من الشجعان والأحرار". ويقابل الحشد في هذا التجمع جنود مسلحون، لكن المتظاهرين لا يحركون يدا واحدة ضد المعتدين.
قالب:Poemquote
ويشرح شيلي بالتفصيل نتائج مواجهة العنف بالسلام. ويقول إن الجنود المذنبين سيعودون بشكل مخز إلى المجتمع، حيث "سوف تتحدث الدماء التي سفكتها هذه الطريقة / مع احمرار خدودهم". وسوف تشير النساء إلى القتلة في الشوارع، وسوف يتجنبهم أصدقاؤهم ، وسوف يبتعد الجنود الشرفاء عن المسؤولين عن المذبحة، "ويخجلون من هذه الرفقة الدنيئة". 

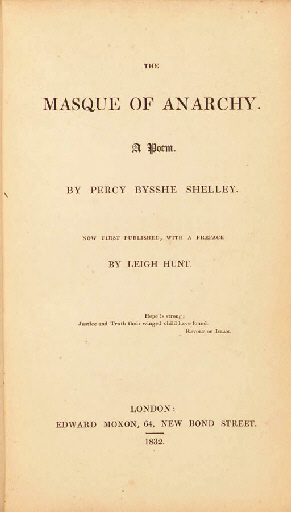
الطبعة الأولى في عام 1832، أصدرها برادبري وإيفانز، وإدوارد موكسون، لندن.

وقد تناول هنري ديفيد ثورو إحدى هذه الأفكار في مقالته العصيان المدني ثم تناولها المهاتما غاندي في وقت لاحق في مذهبه عن ساتياغراها.  وتأثرت مقاومة غاندي السلبية واستلهمت من مبدأ اللاعنف الذي اتبعه شيلي في الاحتجاج والعمل السياسي.  ومن المعروف أن غاندي كان يقتبس في كثير من الأحيان عبارة قناع الفوضى لشيلي في خطبه أمام الجماهير العريضة أثناء الحملة من أجل الهند الحرة.  

وتذكر القصيدة العديد من أعضاء حكومة لورد ليفربول بالاسم: وزير الخارجية كاسلريه الذي يظهر كقناع للقتل، ووزير الداخلية اللورد سيدماوث الذي اتخذ قناع النفاق، والمستشار اللورد إلدون. الذي يرتدي الاحتيال عباءة الفرو الخاصة به. ويقود حشود الفوضى هيكل عظمي يرتدي تاجا، ويحاولون السيطرة على إنجلترا، لكن يتم قتلهم على يد شخصية مسلحة غامضة تظهر من وسط الضباب. 

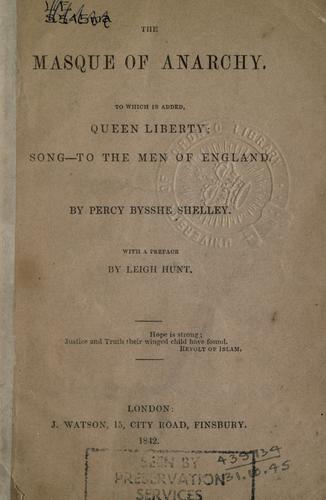
صفحة العنوان 1842، مع قصائد مضافة "ملكة الحرية" و"أغنية لرجال إنجلترا"، ج. واتسون، لندن.